# 马塞洛·萨拉斯
何塞·马塞洛·萨拉斯·梅里拉奥（西班牙語：José Marcelo Salas Melinao，1974年12月24日—），退役的智利足球运动员。他和埃利亚斯·菲格罗亚以及萨莫拉诺，合称国际足坛最知名的智利球星。萨拉斯拥有“鬥牛士”、“杀手”的外号，他秉承了南美球员身材不高但冲击力强的特色，同时有着娴熟的左脚技术，经常可以踢出华丽的进球，也拥有出色的头球技术。

## 职业生涯
萨拉斯初登职业赛场是在1993年的国内联赛球队智利大学，这一期间他帮助俱乐部拿到了1994赛季和1995赛季两个联赛冠军头衔。在1996年，萨拉斯加盟了阿根廷顶级联赛球队河床，在1996和1997年帮助河床拿到了多个联赛冠军头衔，以及南美超级杯的冠军。
在1998年世界杯出色的表现后，萨拉斯转战欧洲，以1800万美元身价转会意甲球会拉齐奥。萨拉斯在意大利打滾了5个赛季，前三季效力拉齐奥，帮助球队赢得意甲联赛、意大利杯、欧洲优胜者杯和欧洲超级杯冠军。2001年转会到意甲豪门尤文图斯，这一期间萨拉斯帮助球队取得意甲联赛冠军。
2004年阿根廷河床队以1200万美元回購萨拉斯。一年后河床准备为他削减薪金，把58万美元年薪减至43万，并在新合同中对这位智利名将频频回国设置限制，萨拉斯的女儿还在智利生活，这位射手经常回国探家。2005年7月23日，萨拉斯离开河床队转而与智利大学队达成协议，将为这支最初效力过的国內球队效力2年。萨拉斯本人曾说过，他早晚将返回祖国为智利大学队效力，这一诺言终于兑现，这也是萨拉斯拒绝与河床签署新合同的一个重要原因 。
由于伤病原因，2005年整季萨拉斯只出赛10场，这一年萨拉斯将球队带入了智利杯赛的决赛。2006年夏天出现退役传闻后，带领球队再次杀入决赛，但是球队再一次在点球大战中失利。2006年11月，由于智利大学俱乐部破产，球队重组导致萨拉斯被智利大学弃用。这一举动受到了球队支持者的一致批评，球迷认为，萨拉斯是球队的灵魂人物和最出色的球员，同时也拥有广泛的球迷支持。目前萨拉斯没有效力任何球队。萨拉斯说，尽管他对智利大学队很有感情，球队和球迷都很信任他，但最近半年来的状况实在太艰难了。据当地媒体透露，萨拉斯已经接到了来自墨西哥和阿联酋球队的邀请。

## 国家队比赛
国家队中萨拉斯和队友萨莫拉诺组成的「双S组合」拥有着非常强大的攻击力，萨拉斯也帮助智利在1998世界杯外围赛中从南美赛区脱颖而出，进入法国世界杯决赛阶段比赛，在世界杯期间萨拉斯拥有良好的表现，在4场比赛中打入4粒进球，帮助球队在法国世界杯上晋级16强，最终被实力强大的巴西国家队所淘汰。
2006年后就没有任何俱乐部比赛机会的萨拉斯却仍然能够代表智利国家队出战2010年世界杯足球赛预选赛，并且获得进球。直到2008年11月26日，萨拉斯才正式宣布退役。
萨拉斯总共为智利国家对队出场70场国际赛事，射入37个进球，属于进球效率很高的前锋。

## 荣誉

### 联赛荣誉
| 联赛         | 俱乐部   | 国家   | 年份   |
| ------------ | -------- | ------ | ------ |
| 智甲         | 智利大学 | 智利   | 1994年 |
| 智甲         | 智利大学 | 智利   | 1995年 |
| 阿甲春季联赛 | 河床     | 阿根廷 | 1996年 |
| 阿甲夏季联赛 | 河床     | 阿根廷 | 1997年 |
| 阿甲春季联赛 | 河床     | 阿根廷 | 1997年 |
| 意大利超级杯 | 拉齐奥   | 意大利 | 1998年 |
| 意甲         | 拉齐奥   | 意大利 | 2000年 |
| 意大利杯     | 拉齐奥   | 意大利 | 2000年 |
| 意大利超级杯 | 拉齐奥   | 意大利 | 2000年 |
| 意甲         | 尤文图斯 | 意大利 | 2002年 |
| 意大利超级杯 | 尤文图斯 | 意大利 | 2003年 |
| 意甲         | 尤文图斯 | 意大利 | 2003年 |
| 阿甲秋季联赛 | 河床     | 阿根廷 | 2004年 |

### 俱乐部国际赛场荣誉
| 比赛         | 俱乐部 | 国家   | 年份   |
| ------------ | ------ | ------ | ------ |
| 南美超级杯   | 河床   | 阿根廷 | 1997年 |
| 欧洲优胜者杯 | 拉齐奥 | 意大利 | 1999年 |
| 欧洲超级杯   | 拉齐奥 | 意大利 | 1999年 |